# Philipp Stölzl
Philipp Stölzl, né à Munich en 1967, est un réalisateur allemand.

## Biographie
Phillipp Stölzl réalise essentiellement des clips musicaux. Dès 1997, il met ainsi en scène le célèbre groupe Rammstein. Sa carrière dans la vidéomusique comprend ainsi plusieurs stars allemandes mais aussi des stars internationales telles que Mick Jagger, Marius Müller-Westernhagen ou Madonna, pour laquelle il réalise le clip de sa chanson American Pie. Il a par ailleurs réalisé le clip vidéo du groupe Garbage, "The World Is Not Enough" un titre issu de la bande originale du film James Bond "The World Is Not Enough".  Il officie également dans la publicité télévisuelle.
En 2000, il réalise son premier long-métrage cinématographique, Morituri Te Salutant. Duel au sommet (Nordwand, 2008), coproduit avec l'Autriche et la Suisse, est distribué à l'international.

## Filmographie

### Réalisateur
- 2000 : Morituri te salutant
- 2002 : Baby (de)
- 2008 : Duel au sommet ou Face Nord (Nordwand)
- 2010 : Goethe!
- 2010 : Richard Wagner - Rienzi, der letzte der Tribunen
- 2012 : The Expatriate
- 2013 : L'Oracle (Der Medicus)
- 2016 : Winnetou (de) (Winnetou – Der Mythos lebt)
- 2019 : Ich war noch niemals in New York
- 2021 : Le Joueur d'échecs (adaptation du Joueur d'échecs)
- 2023 : Abysses (Der Schwarm), série télévisée

### Scénariste
- 2008 : Duel au sommet ou Face Nord (Nordwand)
- 2010 : Young Goethe in Love (Goethe!)